# Cryptolestes schwarzi
Cryptolestes schwarzi is een keversoort uit de familie dwergschorskevers (Laemophloeidae). De wetenschappelijke naam van de soort werd in 1884 gepubliceerd door Thomas Lincoln Casey.